# Poetenladen

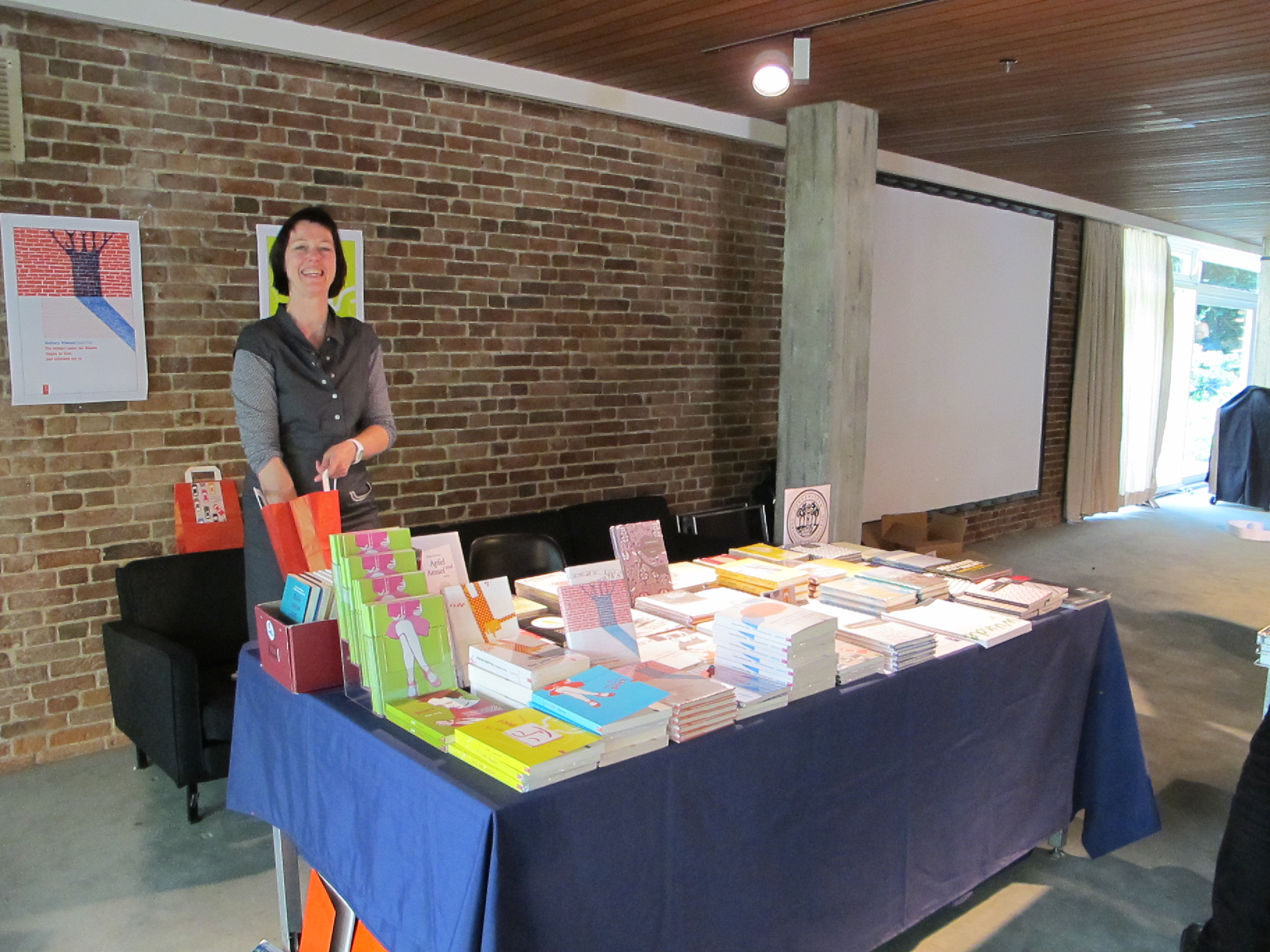
Stand des Poetenladen am Lyrikmarkt in Berlin 2014

poetenladen ist ein Label für die Literaturplattform poetenladen.de, die Literaturzeitschrift poet und den Literaturverlag poetenladen.

## Verlag

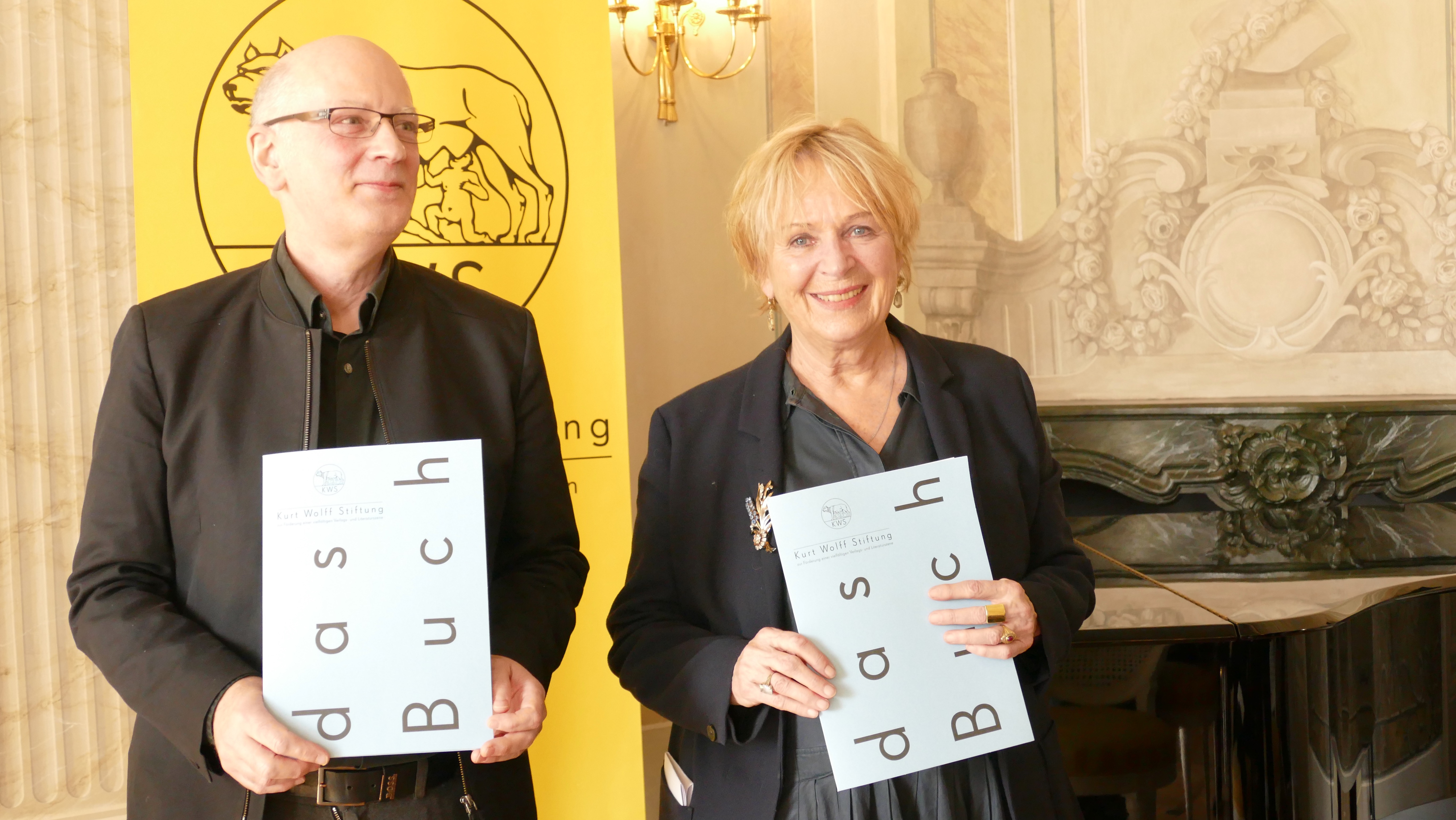
Die Preisträger des Kurt-Wolff-Preises 2022: Andreas Heidtmann und Antje Kunstmann